# Polo aquático nos Jogos Olímpicos de Verão de 2012

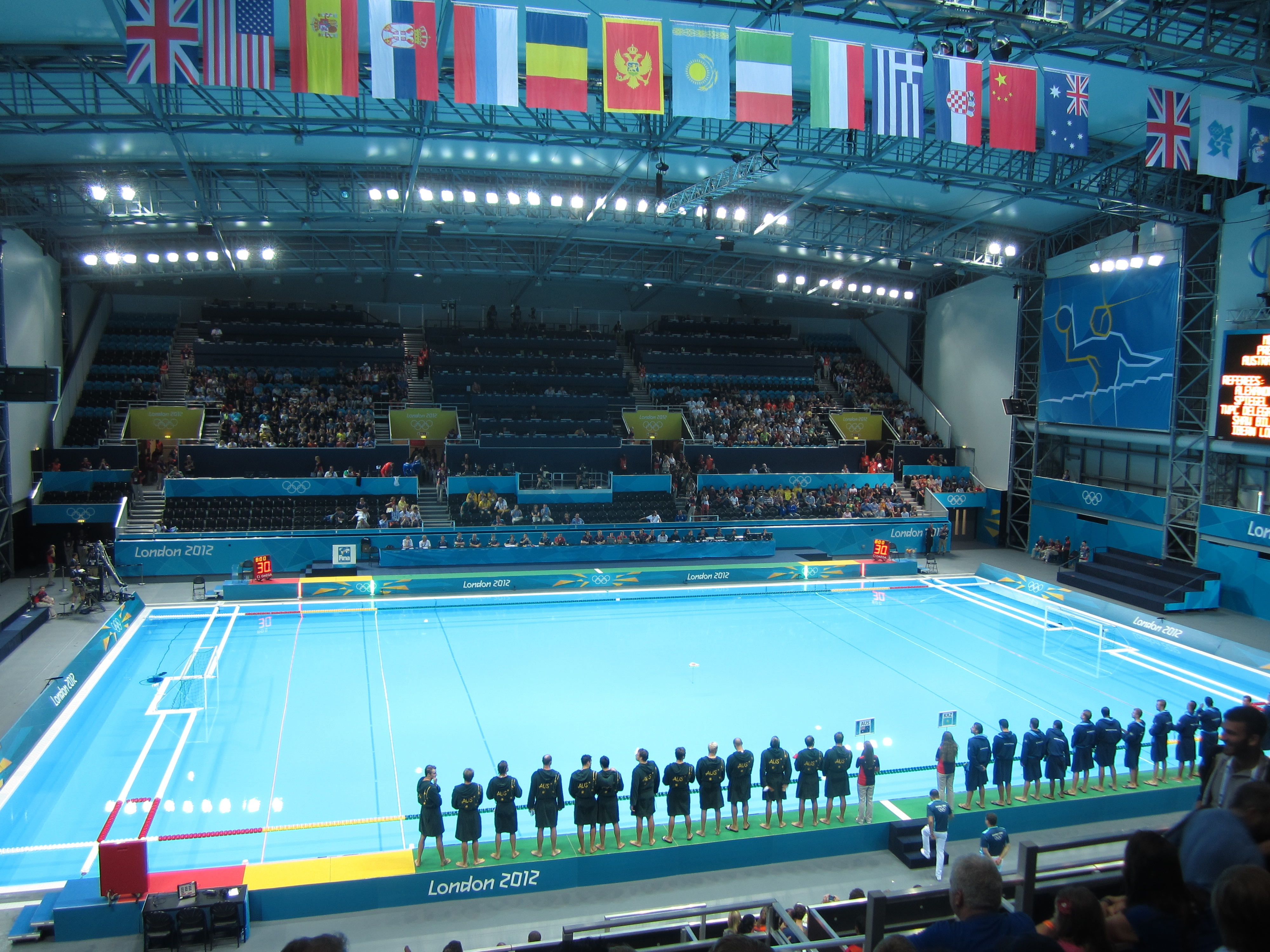
Interior da Arena de Polo Aquático durante os Jogos de Londres.

As competições de polo aquático nos Jogos Olímpicos de Verão de 2012 foram realizadas entre 29 de julho e 12 de agosto na Arena de Polo Aquático em Londres, no Reino Unido.

## Calendário
| Julho/Agosto  | 27 | 28 | 29 | 30 | 31 | 1 | 2 | 3 | 4 | 5 | 6 | 7 | 8 | 9 | 10 | 11 | 12 |
| ------------- | -- | -- | -- | -- | -- | - | - | - | - | - | - | - | - | - | -- | -- | -- |
| Polo aquático |    |    |    |    |    |   |   |   |   |   |   |   |   | 1 |    |    | 1  |

## Eventos
Dois eventos da modalidade distribuirão medalhas nos Jogos:
- Torneio masculino (12 equipes)
- Torneio feminino (8 equipes)

## Qualificação
Para as competições de hóquei sobre a grama, o Comitê Olímpico Internacional permite a inscrição de 1 (um) Comitê Olímpico Nacional (CON) no masculino e 1 no feminino classificados através de torneios qualificatórios previamente definidos pela Federação Internacional de Natação.
Masculino
| Torneio                             | Data                     | Sede   | Vagas | Classificados                           |
| ----------------------------------- | ------------------------ | ------ | ----- | --------------------------------------- |
| País-sede                           | –                        | –      | 1     | Grã-Bretanha                            |
| Super final da Liga Mundial de 2011 | 21–26 de junho de 2011   | Itália | 1     | Sérvia                                  |
| Campeonato Mundial de 2011          | 16–31 de julho de 2011   | China  | 3     | Itália · Croácia · Hungria              |
| Jogos Pan-Americanos de 2011        | 23–29 de outubro de 2011 | México | 1     | Estados Unidos                          |
| Campeonato Asiático de 2012         | 23–29 de janeiro de 2012 | Japão  | 1     | Cazaquistão                             |
| Representante da Oceania            | –                        | –      | 1     | Austrália                               |
| Torneio Pré-Olímpico Mundial        | 1–8 de abril de 2012     | Canadá | 4     | Montenegro · Espanha · Grécia · Romênia |
| Total                               |                          |        | 12    |                                         |

Feminino
| Torneio                      | Data                     | Sede   | Vagas | Classificados                       |
| ---------------------------- | ------------------------ | ------ | ----- | ----------------------------------- |
| País-sede                    | –                        | –      | 1     | Grã-Bretanha                        |
| Jogos Pan-Americanos de 2011 | 23–28 de outubro de 2011 | México | 1     | Estados Unidos                      |
| Campeonato Asiático de 2012  | 23–29 de janeiro de 2012 | Japão  | 1     | China                               |
| Representante da Oceania     | –                        | –      | 1     | Austrália                           |
| Torneio Pré-Olímpico Mundial | 15–22 de abril de 2012   | Itália | 4     | Espanha · Itália · Rússia · Hungria |
| Total                        |                          |        | 8     |                                     |

## Medalhistas
| Evento             | Ouro | Prata | Bronze |
| ------------------ | --- | --- | --- |
| Masculino detalhes | Josip Pavić Damir Burić Miho Bošković Nikša Dobud Maro Joković Petar Muslim Ivan Buljubašić Andro Bušlje Sandro Sukno Samir Barać Igor Hinić Paulo Obradović Frano Vićan CRO Croácia                              | Stefano Tempesti Amaurys Pérez Niccolò Gitto Pietro Figlioli Alex Giorgetti Maurizio Felugo Massimo Giacoppo Valentino Gallo Christian Presciutti Deni Fiorentini Matteo Aicardi Danijel Premuš Giacomo Pastorino ITA Itália | Slobodan Soro Aleksa Šaponjić Živko Gocić Vanja Udovičić Dušan Mandić Duško Pijetlović Slobodan Nikić Milan Aleksić Nikola Rađen Filip Filipović Andrija Prlainović Stefan Mitrović Gojko Pijetlović SRB Sérvia   |
| Feminino detalhes  | Elizabeth Armstrong Heather Petri Melissa Seidemann Brenda Villa Lauren Wenger Maggie Steffens Courtney Mathewson Jessica Steffens Elsie Windes Kelly Rulon Annika Dries Kami Craig Tumua Anae USA Estados Unidos | Laura Ester Marta Bach Anni Espar Roser Tarragó Matilde Ortiz Jennifer Pareja Lorena Miranda María del Pilar Peña Andrea Blas Ona Meseguer Maica García Godoy Laura López Ana Copado ESP Espanha                             | Victoria Brown Gemma Beadsworth Sophie Smith Holly Lincoln-Smith Jane Moran Bronwen Knox Rowena Webster Kate Gynther Glencora Ralph Ashleigh Southern Melissa Rippon Nicola Zagame Alicia McCormack AUS Austrália |

## Quadro de medalhas
| Ordem | País               | Medalha de ouro | Medalha de prata | Medalha de bronze |   | Ordem por total |
| ----- | ------------------ | --------------- | ---------------- | ----------------- | - | --------------- |
| 1     | CRO Croácia        | 1               |                  |                   | 1 | 1               |
|       | USA Estados Unidos | 1               |                  |                   | 1 | 1               |
| 3     | ITA Itália         |                 | 1                |                   | 1 | 1               |
|       | ESP Espanha        |                 | 1                |                   | 1 | 1               |
| 4     | AUS Austrália      |                 |                  | 1                 | 1 | 1               |
|       | SRB Sérvia         |                 |                  | 1                 | 1 | 1               |
| TOTAL | TOTAL              | 2               | 2                | 2                 | 6 |                 |